# Moneta (Theridiidae)
Moneta là một chi nhện trong họ Theridiidae.

## Các loài
- M. australis
- M. caudifera
- M. coercervea
- M. conifera
- M. grandis Simon, 1905
- M. hunanica
- M. longicauda
- M. mirabilis
- M. orientalis
- M. spinigera
- M. spinigeroides
- M. subspinigera
- M. tanikawai
- M. triquetra
- M. tumida
- M. tumulicola
- M. uncinata
- M. variabilis
- M. yoshimurai